# Mengshi 917

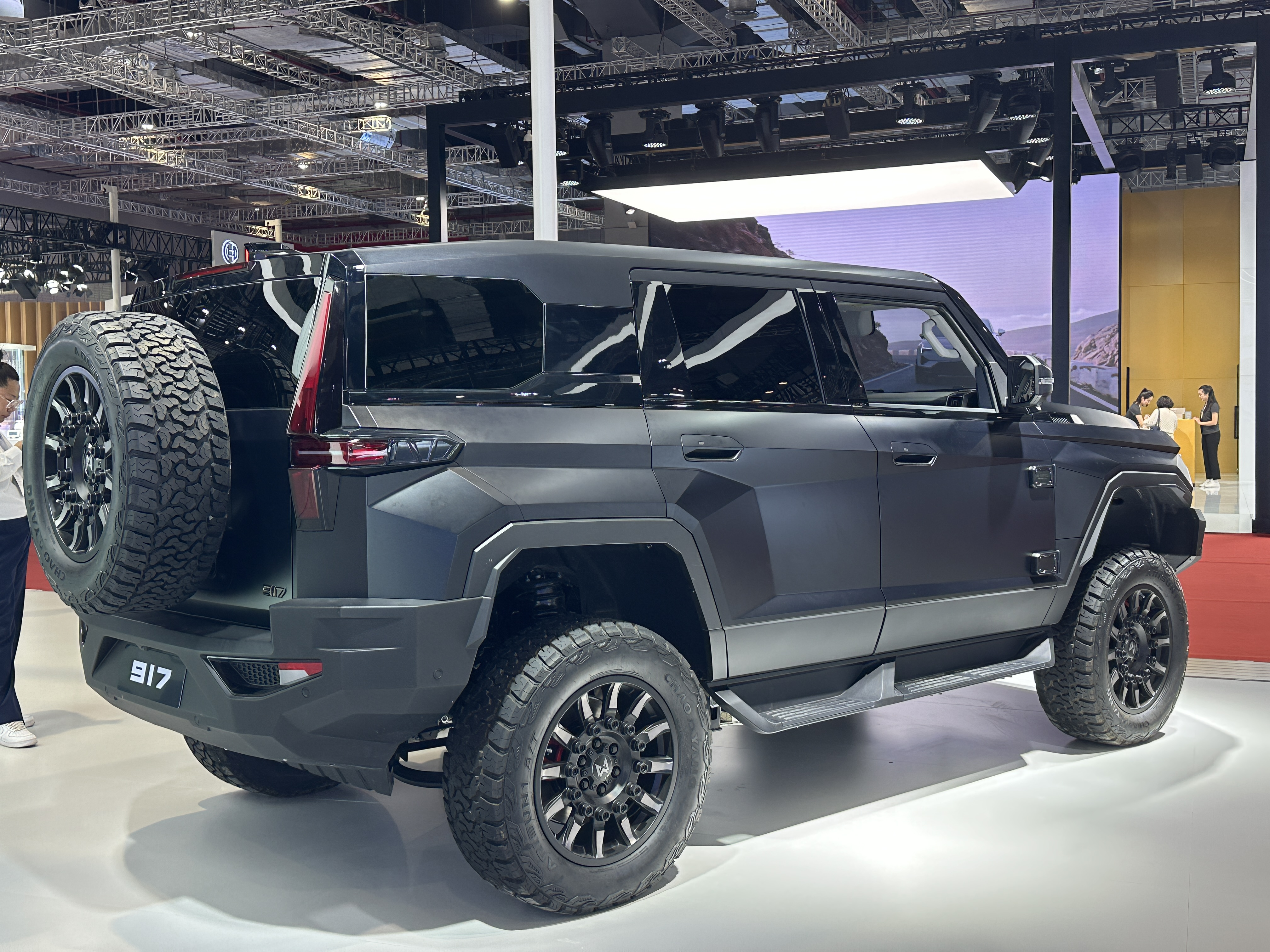
Вид сзади

Mengshi 917 — полноразмерный внедорожник, разработанный компанией Dongfeng Motor Group под брендом Mengshi в августе 2022 года и запущенный в производство в 2023 году. Является частью семейства Dongfeng Mengshi.

## Описание
В августе 2022 года был представлен концепт-кар Mengshi M-Terrain EV SUV, затем в январе 2023 года впервые был представлен первый серийный вариант Mengshi 917. Производство началось 5 апреля 2023 года, а 25 августа 2023 года начались продажи автомобилей. Конкурентом является GMC Hummer EV.

## Технические характеристики
Mengshi 917 выпускается в конфигурациях BEV и EREV. Конфигурация BEV оснащается 4 электродвигателями с аккумулятором ёмкостью 66 кВт·ч (240 МДж) и запасом хода 800 км. Конфигурация EREV оснащается электродвигателем и бензиновым четырёхцилиндровым двигателем с турбонаддувом объёмом 1,5 литра, мощностью 600 кВт (816 л. с.) и 197 кВт (268 л. с.). Максимальная скорость ограничена до 195 км/ч. Одним из главных достоинств автомобиля является его высокая проходимость, подтверждённая тест-драйвами.

## Модификации
- M-Terrain — внедорожник длиной 5200 мм[9].
- M-Terrain S — купеобразный внедорожник[10].
- M-Hero — модификация для России[11] и Беларуси.

## В России и Беларуси
Mengshi 917 продаётся в России с 2023 года. Заявленная цена — 15,9 млн. рублей. В Беларуси продажи стартовали в начале 2024 года. 